# Johnny Duncan (Sänger)
Johnny Duncan (* 5. Oktober 1938 in Dublin, Texas als John Richard Duncan; † 14. August 2006 in Fort Worth) war ein US-amerikanischer Country-Sänger und ein Cousin des Musikers Dan Seals.

## Leben
Duncan wurde in Dublin, Texas geboren. Bevor er nach Nashville, Tennessee zog, besuchte er die Texas Christian University in Fort Worth. Er verbrachte dann einige Jahre, von 1959 bis 1964, in Clovis, New Mexico.
In Franklin, Tennessee arbeitete er als DJ und hatte eine eigene Frühstückssendung bei einem lokalen Fernsehsender. In den 1960ern hatte er seinen ersten Plattenvertrag bei Columbia Records. Zwischen 1967 und 1970 schaffte es keine seiner Platten in die Top 20 der Charts. Die Single Sweet Country Woman erreichte 1973 Platz sechs. Zwischen 1973 und 1979 gelangen Duncan zehn Top-10-Hits, darunter Thinkin' Of A Rendezvous, It Couldn't Have Been Any Better und She Can Put Her Shoes Under My Bed (Anytime), die den Spitzenplatz der Country-Charts belegten. 1977 hatte Duncan mit seinem Duett Come A Little Bit Closer mit Janie Fricke einen Hit.
Duncan lebte zuletzt mit seiner Frau und seinen fünf Kindern in Fort Worth, wo er am 14. August 2006, im Alter von 67 Jahren, nach einem Herzinfarkt starb.

## Diskografie

### Alben
| Jahr | Titel                    | Höchstplatzierung, Gesamtwochen, AuszeichnungChartsChartplatzierungen (Jahr, Titel, Platzierungen, Wochen, Auszeichnungen, Anmerkungen) | Anmerkungen |
| Jahr | Titel                    | Country | Anmerkungen |
| ---- | ------------------------ | --- | ----------- |
| 1968 | Johnny One Time          | Country40 (4 Wo.)Country |             |
| 1973 | Sweet Country Woman      | Country34 (13 Wo.)Country |             |
| 1977 | Johnny Duncan            | Country21 (11 Wo.)Country |             |
| 1977 | Come a Little Bit Closer | Country26 (10 Wo.)Country |             |
| 1978 | The Best Is Yet to Come  | Country42 (10 Wo.)Country |             |
| 1980 | In My Dreams             | Country61 (5 Wo.)Country |             |

Weitere Alben
- 1969: Back to Back (mit June Stearns)
- 1971: There’s Something About a Lady
- 1973: You’re Gonna Need a Man
- 1979: See You When the Sun Goes Down
- 1979: Straight from Texas
- 1980: Nice’n Easy (mit Janie Fricke)
- 1980: You’re on My Mind
- 1986: Faraway Hideaway
- 2005: The Thing To Do

### Kompilationen
| Jahr | Titel         | Höchstplatzierung, Gesamtwochen, AuszeichnungChartsChartplatzierungen (Jahr, Titel, Platzierungen, Wochen, Auszeichnungen, Anmerkungen) | Anmerkungen |
| Jahr | Titel         | Country | Anmerkungen |
| ---- | ------------- | --- | ----------- |
| 1976 | The Best      | Country5 (19 Wo.)Country |             |
| 1978 | Greatest Hits | Country45 (3 Wo.)Country |             |

Weitere Kompilationen
- 1998: Pure Country
- 1998: Classic Country
- 2003: It Couldn’t Have Been Any Better
- 2018: Thinkin’ Of A Rendezvous ~ Columbia Country Hits 1969–1980

### Singles
| Jahr | Titel Album                                                          | Höchstplatzierung, Gesamtwochen, AuszeichnungChartsChartplatzierungen (Jahr, Titel, Album, Platzierungen, Wochen, Auszeichnungen, Anmerkungen) | Anmerkungen      |
| Jahr | Titel Album                                                          | Country | Anmerkungen      |
| ---- | -------------------------------------------------------------------- | --- | ---------------- |
| 1967 | Hard Luck Joe Johnny One Time                                        | Country54 (7 Wo.)Country |                  |
| 1968 | Baby Me Baby Johnny One Time                                         | Country67 (3 Wo.)Country |                  |
| 1968 | To My Sorrow Johnny One Time                                         | Country47 (9 Wo.)Country |                  |
| 1968 | Jackson Ain’t a Very Big Town Back to Back                           | Country21 (8 Wo.)Country | mit June Steams  |
| 1969 | I Live to Love You –                                                 | Country70 (4 Wo.)Country |                  |
| 1969 | Back to Back (We’re Strangers) Back to Back                          | Country74 (3 Wo.)Country | mit June Steams  |
| 1969 | When She Touches Me Johnny One Time                                  | Country30 (12 Wo.)Country |                  |
| 1970 | Window Number Five You’re Gonna Need a Man                           | Country65 (6 Wo.)Country |                  |
| 1970 | You’re Gonna Need a Man                                              | Country39 (10 Wo.)Country |                  |
| 1970 | My Woman’s Love There’s Something About a Lady                       | Country68 (3 Wo.)Country |                  |
| 1970 | Let Me Go (Set Me Free) There’s Something About a Lady               | Country27 (13 Wo.)Country |                  |
| 1971 | There’s Something About a Lady                                       | Country19 (13 Wo.)Country |                  |
| 1971 | One Night of Love Sweet Country Woman                                | Country39 (9 Wo.)Country |                  |
| 1971 | Baby’s Smile, Woman’s Kiss You’re Gonna Need a Man                   | Country12 (13 Wo.)Country |                  |
| 1972 | Fools Sweet Country Woman                                            | Country19 (12 Wo.)Country |                  |
| 1972 | Here We Go Again –                                                   | Country66 (5 Wo.)Country |                  |
| 1973 | Sweet Country Woman                                                  | Country6 (16 Wo.)Country |                  |
| 1973 | Talkin’ with My Lady The Best                                        | Country18 (14 Wo.)Country |                  |
| 1974 | The Pillow The Best Is Yet to Come                                   | Country47 (9 Wo.)Country |                  |
| 1974 | Scarlet Water The Best                                               | Country66 (9 Wo.)Country |                  |
| 1975 | Charley Is My Name Johnny Duncan                                     | Country57 (8 Wo.)Country |                  |
| 1975 | Jo and the Cowboy The Best                                           | Country26 (14 Wo.)Country |                  |
| 1976 | Gentle Fire The Best                                                 | Country86 (7 Wo.)Country |                  |
| 1976 | Stranger The Best                                                    | Country4 (20 Wo.)Country |                  |
| 1976 | Thinkin’ of a Rendezvous Johnny Duncan                               | Country1 (17 Wo.)Country |                  |
| 1977 | It Couldn’t Have Been Any Better Johnny Duncan                       | Country1 (15 Wo.)Country |                  |
| 1977 | A Song in the Night Come a Little Bit Closer                         | Country5 (16 Wo.)Country |                  |
| 1977 | Come a Little Bit Closer                                             | Country4 (16 Wo.)Country | mit Janie Fricke |
| 1978 | She Can Put Her Shoes Under My Bed (Anytime) The Best Is Yet to Come | Country1 (17 Wo.)Country |                  |
| 1978 | Hello Mexico (And Adios Baby to You) The Best Is Yet to Come         | Country4 (14 Wo.)Country |                  |
| 1979 | Slow Dancing See You When the Sun Goes Down                          | Country6 (14 Wo.)Country |                  |
| 1979 | The Lady in the Blue Mercedes Straight from Texas                    | Country9 (12 Wo.)Country |                  |
| 1980 | Play Another Slow Song Straight from Texas                           | Country17 (14 Wo.)Country |                  |
| 1980 | I’m Gonna Love You Tonight (In My Dreams) In My Dreams               | Country17 (14 Wo.)Country |                  |
| 1980 | He’s Out of My Life Nice’n Easy                                      | Country17 (14 Wo.)Country | mit Janie Fricke |
| 1980 | Acapulco You’re on My Mind                                           | Country16 (14 Wo.)Country |                  |
| 1981 | All Night Long –                                                     | Country40 (10 Wo.)Country |                  |
| 1986 | The Look of a Lady in Love Faraway Hideaway                          | Country69 (6 Wo.)Country |                  |
| 1986 | Texas Moon Faraway Hideaway                                          | Country81 (2 Wo.)Country |                  |